# Frankownica

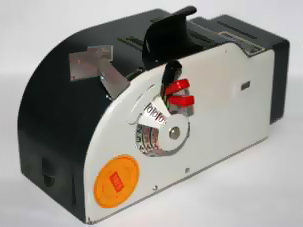
Frankownica marki Francotyp-Postalia, trzycyfrowa wersja z lat 60. XX wieku

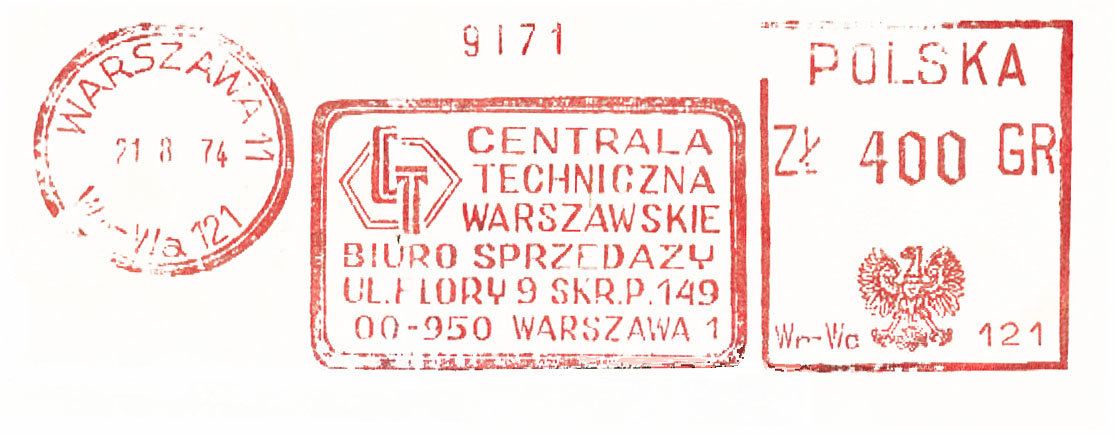
Przykładowy wydruk z frankownicy

Frankownica – urządzenie do nanoszenia znaku opłaty pocztowej (frankowania) zamiast ręcznego naklejania znaczków pocztowych, stosowane do masowej wysyłki korespondencji pocztowej.
Urządzenie nanosi na kopertę następujące odciski matryc:
- odcisk datownika
- wartość opłaty pocztowej
- nazwa i adres firmy (nadawcy)

Dodatkowe funkcje frankownic:
- drukowanie etykiet samoprzylepnych  (na sucho lub mokro) - w przypadku dużych listów, które mogą zablokować się w podajniku
- automatyczne ważenie i nanoszenie odpowiednich opłat

Podstawą używania maszyny frankującej w miejsce innego sposobu wysyłek korespondencji jest zarejestrowanie urządzenia i zawarcie z Pocztą Polską umowy umożliwiającej rozliczanie się za wysłane przesyłki, na podstawie licznika frankownicy. Podłączenie licznika pozwala kontrolować ilość korespondencji wysyłanej dziennie, tygodniowo lub miesięcznie.
Rozbudowane frankownice mają również wbudowane złożone systemy podajników, funkcje kopertowania i sklejania.